# Brantshammarssjön
Brantshammarssjön är en sjö i Knivsta kommun i Uppland och ingår i Norrströms huvudavrinningsområde. Sjön är 2,6 meter djup, har en yta på 0,05 kvadratkilometer och är belägen 2,1 meter över havet.

## Delavrinningsområde
Brantshammarssjön ingår i det delavrinningsområde (662579-160658) som SMHI kallar för Rinner till Mälaren-Ekoln. Medelhöjden är 24 meter över havet och ytan är 41,22 kvadratkilometer. Det finns inga avrinningsområden uppströms utan avrinningsområdet är högsta punkten. Fyrisån som avvattnar avrinningsområdet har biflödesordning 2, vilket innebär att vattnet flödar genom totalt 2 vattendrag innan det når havet efter 73 kilometer. Avrinningsområdet består mestadels av skog (46 procent) och jordbruk (42 procent). Avrinningsområdet har 0,12 kvadratkilometer vattenytor vilket ger det en sjöprocent på 0,3 procent. Bebyggelsen i området täcker en yta av 0,57 kvadratkilometer eller 1 procent av avrinningsområdet.